# Nîkonivka, Sribne
Nîkonivka (în ucraineană Никонівка) este un sat în așezarea urbană Sribne din regiunea Cernihiv, Ucraina.

## Demografie
Componența lingvistică a localității Nîkonivka
     Ucraineană (98,76%)
     Rusă (1,24%)
Conform recensământului din 2001, majoritatea populației localității Nîkonivka era vorbitoare de ucraineană (98,76%), existând în minoritate și vorbitori de rusă (1,24%).